# Igreja Católica Apostólica Brasileira
A Igreja Católica Apostólica Brasileira (ICAB) é uma Igreja cristã, fundada em 1945 pelo Bispo católico brasileiro Carlos Duarte Costa.
Não tem comunhão com a Igreja Católica Apostólica Romana, principalmente por negar o dogma romano da infalibilidade papal e por admitir uma postura menos rígida diante de algumas determinações da Igreja Católica Romana em questões que dizem respeito à obrigatoriedade do celibato sacerdotal e à proibição do divórcio.
É a maior Igreja Católica independente no Brasil, com 560.781 membros em 2010 e 26 dioceses em 2021. Internacionalmente, tem mais 6 dioceses e 6 províncias.
É governado por um Bispo-Presidente e pelo Conselho Episcopal. O atual presidente do Conselho Episcopal é Dom José Carlos Ferreira Lucas. A administração da Igreja fica em Brasília.
A ICAB é a Igreja mãe de uma comunhão internacional chamada Comunhão Mundial das Igrejas Católicas Apostólicas, embora não haja evidência de qualquer atividade recente.

## História
Costa foi um crítico ferrenho do regime do presidente brasileiro Getúlio Vargas (1930-1945) e da suposta relação do Vaticano com regimes fascistas. Ele também criticou publicamente o dogma da infalibilidade papal e as doutrinas católicas sobre o divórcio e o celibato clerical. Como resultado de suas opiniões francas, Duarte Costa renunciou ao cargo de bispo de Botucatu em 1937 e foi nomeado para uma sé titular.
Em 1940, o cardeal Sebastião da Silveira Cintra, arcebispo do Rio de Janeiro, permitiu que Costa, como bispo titular de Maura, co-consagrasse bispo Eliseu Maria Coroli. Costa continuou a criticar o governo e a Igreja Católica, defendendo políticas que eram consideradas comunistas pelas autoridades. Em 1944, o governo federal brasileiro o prendeu, mas depois o libertou sob pressão política dos Estados Unidos e da Grã-Bretanha.
Em junho de 1945, Costa fundou a Igreja Católica Apostólica Brasileira (ICAB). O ato de cisma de Costa resultou em sua excomunhão automática da Igreja Católica. Mais tarde Costa foi declarado vitandus, uma pessoa a ser evitada pelos católicos, e aqueles católicos que se tornaram adeptos do ICAB também foram excomungados. Segundo Peter Anson, Costa foi excomungado “por ataques contra o papado”.
Em 1949, o governo brasileiro suprimiu temporariamente todo o culto público realizado pela ICAB, porque sua liturgia e seu traje clerical causariam confusão por serem indistinguíveis dos da Igreja Católica no Brasil e seriam equivalentes a enganar o público.
Ferraz deixou a Igreja Católica Apostólica Brasileira em 1958. Ferraz reconciliou-se com a Igreja Católica em 1959 e sua consagração episcopal foi reconhecida como válida. No entanto, Ferraz foi excluído dos assuntos da Igreja, como o Sínodo Romano de 1960, embora estivesse presente em Roma na época, enquanto o Vaticano questionou tardiamente a legitimidade de ter reconhecido seu status. Pouco tempo depois, em 1961, Costa morreu e a ICAB passou por vários anos de tumulto, com dissensões, cismas e vários pretendentes ao trono patriarcal deixando a igreja em desordem. Após esse período, a igreja encontrou estabilidade e crescimento sob Mendez, sucessor de Costa.
Algumas fontes parecem indicar que Mendez assumiu a liderança do ICAB após a morte de Costa em 1961.. O bispo Antidio José Vargas assumiu inicialmente como supervisor geral, seguido por Pedro dos Santos Silva como primeiro presidente do Conselho Episcopal, seguido pelo italiano Luigi Mascolo durante a década de 1970. Em 1982, Castillo Mendez foi eleito presidente do Conselho Episcopal e foi designado patriarca do ICAB em 1988 e patriarca das Iglesias Católicas Apostólicas Nacionales (ICAN), a comunhão internacional de igrejas semelhantes em 1990.

## Doutrina
A Igreja Católica Apostólica Brasileira aceita os credos Niceno e Apostólico . Ela observa sete sacramentos (batismo, eucaristia, confirmação, penitência, unção, matrimônio e ordenação) em comum com a Igreja Católica no Brasil . A Igreja reconhece o divórcio como uma realidade da vida e casará pessoas divorciadas após um processo eclesiástico de investigação e batizará os filhos de pessoas divorciadas. Na Igreja Católica Apostólica Brasileira, a infalibilidade papal e o celibato sacerdotal são rejeitados. O clero também pode ter emprego secular e a confissão sacerdotal é rejeitada.

### Sucessão apostólica
A Igreja sustenta que a sucessão apostólica é mantida por meio da consagração de seus bispos em uma sucessão ininterrupta até os apóstolos de Cristo. Todos os bispos da ICAB remontam sua sucessão apostólica a Duarte Costa, um antigo bispo da Igreja Católica. É amplamente acreditado que as consagrações do ICAB seguem o rito tridentino católico romano em uma versão vernácula do Pontifício, mas isso não é certo: os ritos do ICAB foram alterados em várias ocasiões, e a uniformidade na prática nunca foi aplicada de qualquer maneira; além disso, o rito tridentino em uma forma vernácula não autorizada não seria mais considerado o rito tridentino de acordo com a teologia católica.
A igreja cita o caso único de Ferraz como evidência de que sua sucessão apostólica é válida, mesmo para os padrões católicos romanos. Pouco mais de um mês após a fundação da igreja, em 1945, Duarte Costa consagrou Ferraz como bispo. Cerca de quinze anos depois, durante o pontificado do Papa João XXIII, Ferraz se reconciliou com a Igreja Católica Romana e acabou sendo reconhecido como bispo, embora fosse casado na época. Ferraz não foi ordenado ou consagrado novamente, mesmo condicionalmente; no entanto, ele foi inicialmente mantido à distância pelo Vaticano enquanto eles examinavam seu caso, um tanto tardiamente, e levantaram a possibilidade de uma declaração juramentada para afirmar que Ferraz, com 80 anos, e sua esposa italiana eram castos. Exerceu atividade pastoral na Arquidiocese de São Paulo até 12 de maio de 1963, quando foi nomeado bispo titular de Eleutherna pelo Papa João XXIII. Ferraz participou de todas as quatro sessões do Concílio Vaticano II, e o Papa Paulo VI o nomeou para servir em uma das comissões de trabalho do Vaticano II. Após sua morte em 1969, Ferraz foi enterrado com todas as honras concedidas a um bispo da Igreja Católica. Sendo um raro exemplo de um bispo casado na história católica romana moderna, ele deixou sete filhos. Desde então, porém, o Vaticano tem repetidamente expressado reservas sobre os sacramentos da ICAB e não os reconhece; em 2012, Roma declarou a ICAB cismática e reafirmou a sua negação das ordens válidas mas "ilícitas" da ICAB.

## Denominações derivadas
Da ICAB e das suas missões originaram-se várias denominações independentes no Brasil e no exterior. Algumas delas se autodenominaram como grupos "veterocatólicos", "anglicanos" ou "ortodoxos". Estes grupos veterocatólicos,  anglicanos e ortodoxos não possuem vínculos com denominações históricas advindas da Igreja de Utrecht nos Países Baixos, ou com qualquer denominação histórica oriunda da Igreja da Inglaterra ou das Igrejas Ortodoxas. Algumas dissidências da ICAB são:
- Congregação dos Missionários de Jesus;
- Congregação de São José;
- Igreja Anglicana Tradicional do Brasil;
- Igreja Católica Apostólica Independente de Tradição Salomoniana;
- Igreja Católica Apostólica Nacional;
- Igreja Católica Apostólica Ortodoxa Americana;
- Igreja Católica Apostólica Ortodoxa Bielorrussa no Brasil;
- Igreja Católica Apostólica Ortodoxa Ocidental;
- Igreja Católica Apostólica Ortodoxa – Patriarcado do Brasil;
- Igreja Católica Apostólica Trinitária;
- Igreja Católica Livre do Brasil;
- Igreja Episcopal Latina do Brasil;
- Igreja Velha Católica;
- Igreja dos Velhos Católicos do Brasil;
- Igreja Vétero-Apostólica na América;
- Ordem dos Hospitaleiros Ortodoxos Sanjoanita;
- Ordem dos Missionários de Cristo Sacerdote Eterno;
- Ordem dos Santos Padres Católicos Apostólicos Ortodoxos;
- Sociedade Missionária de São Marcos Evangelista